# NGC 5105
NGC 5105 est une galaxie spirale barrée située dans la constellation de la Vierge. Sa vitesse par rapport au fond diffus cosmologique est de 3 216 ± 22 km/s, ce qui correspond à une distance de Hubble de 47,4 ± 3,3 Mpc (∼155 millions d'al). NGC 5105 a été découverte par l'astronome américain Lewis Swift en 1886.
La classe de luminosité de NGC 5105 est III et elle présente une large raie HI.
À ce jour, une dizaine de mesures non basées sur le décalage vers le rouge (redshift) donnent une distance de 39,720 ± 9,985 Mpc (∼130 millions d'al), ce qui est à l'intérieur des valeurs de la distance de Hubble. Notons cependant que c'est avec la valeur moyenne des mesures indépendantes, lorsqu'elles existent, que la base de données NASA/IPAC calcule le diamètre d'une galaxie et qu'en conséquence le diamètre de NGC 5105 pourrait être d'environ 28,2 kpc (∼92 000 al) si on utilisait la distance de Hubble pour le calculer.

## Supernova
La supernova SN 2007W a été découverte dans NGC 5105 le 15 février 2007 par l'astronome amateur sud africain Berto Monard. Cette supernova était de type II. 

## Groupe de NGC 5077
Selon A.M. Garcia, NGC 5105 fait partie du groupe de NGC 5077, un trio de galaxies. L'autre galaxie du trio est NGC 5079.